# 臺灣的剪黏
臺灣的剪黏起源自中國福建、廣東一地，但「剪黏」一詞為臺灣本地稱呼，閩粵少用，如廣東稱為「嵌瓷」，此外還有聚饒、貼饒、扣饒等稱呼:25。剪黏為一種建築裝飾技術，多用於寺廟、屋宅的屋頂主脊或水車堵上。
剪黏是由「剪」與「黏」兩個動作組成的名詞，「剪」指的是裁剪陶瓷片、玻璃片成為需要的樣子，「黏」則是指將這些處理過的材料黏在已有雛形的泥灰表面上:22。由於剪黏相比交趾陶便宜，且保存期限久，製作相對簡便等因素，傳入臺灣後廣為接受:28。

## 歷史
臺灣漢人移民來臺初期，因經濟能力有限，只能使用價格較低廉的灰塑裝飾屋頂:27。隨著社會發展，在清康熙年間已能招募唐山匠師渡海來臺，如黃叔璥《臺海使槎錄》已記載水仙宮屋頂精美的裝飾出自潮州工匠之手:27。而到清道光中期後，因為社會變遷，宮廟建築規模也受到了影響:30。清光緒時期，宜蘭已有兼作瓦作、土木的剪黏師傅，如楊阿慶、阿元師、土水龍等人:20。
臺灣日治時期，1910年已有唐山匠師柯訓前來臺灣工作:20。據姚自來（匠師洪坤福弟子）的說法，在柯訓來臺前，臺灣沒有專業的剪黏師傅，是由土木師傅兼職:20。日治時期中期的1930年代，是臺灣剪黏發展高峰期，此時來臺的剪黏匠師，以「南何北洪」的何金龍與洪坤福為代表:32。此外這時期也有活躍的臺灣本土的匠師，如臺北的陳豆生、臺南安平的洪華等等:33。然而隨著後來皇民化運動的開始，臺灣傳統宗教受到打壓，一些寺廟建築也到破壞:34。除了唐山匠師離開，臺灣匠師也受到波及，暫時改行:34。
二次大戰結束，民間經濟逐漸恢復後，信徒們開始有餘力重建暫時受損的寺廟:34。而由於有著大量的需求，促進臺灣剪黏行業的榮景:34。而後由於淋搪材料（預先製好的瓷質組裝部件）的出現，使得剪黏匠師出現了分工，分成工廠設計者與現場拼貼者:43。然而也導致傳統剪黏中「剪」的部分消失，1980年代之後入行的業者，大多不懂以前的剪裁、拼貼技巧，只懂得使用淋搪材料來組裝:44。

## 材料變遷
最初剪黏所使用材料是瓷杯碗，早期多由唐山進口而來，而到了日治時期則變成使用來自日本的瓷器、咖啡杯:37。第二次世界大戰結束後，因物資缺乏，匠師們只能到瓦礫堆與垃圾場找破瓷器或性質相近的材料使用:38。臺南佳里的匠師王石發曾經在下營茅港尾觀音寺工作時，直接拿玻璃瓶上色後打碎使用來替代:38。
在傳統材料不敷使用的情況下，剪黏匠師開始與玻璃業者合作，請玻璃業者製作專門用於剪黏的彩色玻璃球來使用:38。由於玻璃較傳統瓷片容易施工等因素，很快就成為剪黏匠師們愛用的材料:38。例如1956年王石發、王保原父子要仿作、修護佳里金唐殿何金龍的剪黏作品時，就曾前往艋舺清光玻璃工廠訂購玻璃球:23。然而由於玻璃材質的剪黏雖然美觀，卻不耐日曬雨淋，容易斷裂脫落，且隨著人力成本提升，最後使得淋搪出現取代了玻璃:39。所謂淋搪，指的是預先燒製的剪黏部件，在施工現場匠師不用裁剪，直接組裝即可:41。跟交趾陶之間的差異在釉藥不同，淋搪的釉藥耐高溫，通常只要進窯燒製一次即可:41。
1970年代到1980年代期間，淋搪大多出現在北部廟宇，南部地區還是使用玻璃材質，後來逐漸擴大使用範圍:42。由於淋搪有耐久、耐高溫、色澤鮮豔、施工快速等優勢，被匠師大量採用:42。但是淋搪的出現，也使得剪黏中「剪」的部分消失，故學界對於淋搪帶來影響以負面居多:44。
而在隨著臺灣社會對於古蹟修復逐漸重視，一些古蹟廟宇的修復被要求以傳統技法施作，而有供剪黏用的「仿古瓷碗」出現:45。仿古瓷碗有多種色彩，且厚薄一致，利於裁剪:45。

## 匠師傳承

### 何金龍系統
何金龍被歸類為「潮州派」的匠師，作品多在臺南地區，授徒不多:173。其徒弟包含二個兒子何海洲、何海瑤，還有陳子秋、王維單、楊清泉、周俊興、陳如遜、王石發等人，其中只有王石發是臺灣人:189。
王石發雖然收過多名徒弟，但因其教學嚴格、脾氣不好，最後只有長子王保原傳承其技藝:191。王保原則先後收有9名徒弟，分別是蔡根富、呂興貴、楊勝波、黃幸雄、劉水藤、蘇榮忠、吳益、蘇金亭、蔡賢瑞:201，但因為各種因素，其弟子雖各有所長但已不像傳統匠師全能。這幾名弟子傳承情形如下:209、210：
- 蔡根富[註 7]：傳授紀正燿
- 呂興貴[註 8]：傳授呂明鑫、呂明山
- 楊勝波[註 9]：傳授楊銓光、楊銓展
- 黃幸雄[註 10]：傳授林宏興、黃萬寶
- 劉水藤[註 11]：傳授顏基村
- 蘇榮忠[註 12]：傳授蘇榮進、林志明、林志鳳、陳學士、蘇榮國、姚永豐

而在王保原的再傳弟子中，以黃萬寶成就最為出色，曾與鄭勝台、陳朝鐘被讚譽為臺灣剪黏界青壯派三大名師:211。但在2011年4月病逝，得年50歲:69。而在逝世前，曾收有5名徒弟:210、211。

### 洪坤福系統
洪坤福被歸類為「泉州派」的匠師，作品多出現在臺灣中北部，傳徒多人:173。洪坤福是柯訓的弟子，並隨他於1908年來臺，參與北港朝天宮及朴子配天宮的工作:225。1918年洪坤福再次來臺參與大龍峒保安宮的工作，在這次工程中他以東山門「甘露寺」作品與臺灣匠師陳豆生的西山門「鳳儀亭」對場作一事聲名大噪:225。洪坤福的弟子有所謂的「五虎將」，分別是陳天乞、張添發、陳專友、姚自來、江清露，此外還有劉藤、梅菁雲等人:227-230。其中洪坤福在臺灣的首位弟子是梅菁雲，在臺灣最後的弟子是江清露:229、231。
洪坤福的再傳弟子如下：
- 陳天乞：陳清富、邱重義、陳世仁、楊瑞西[2]:227。
- 張添發：張福良、李天祿、何茂桐、楊金盾等人[2]:227。
- 陳專友：黃生傳、陳義雄、林金瑞、黃英坤、李世逸等[2]:228、233。
- 姚自來：姚榮次、徐俊三、徐明河、張水龍、沈石友、謝振發、張寶國、李東模、沈金城等[2]:229。
- 江清露：江益聰、江益察、江益照、江益時、江學博、江嘉雄、許哲彥、陳炳存、邱耀賜、鄭盛宏等[2]:230。
- 劉藤：詹敏山、劉小野、劉振成、劉國顯[2]:230。
- 梅菁雲：石連池、石金和、林萬有[2]:231。石連池與林萬有對嘉義新港剪黏界影響巨大[2]:231。

洪坤福第四代弟子中，林再興（石連池弟子）曾獲選國家重要民族藝師:231。陳三火（李世逸弟子）則是洪坤福系統在臺南地區的重要傳人:233。

### 洪華、葉鬃系統
葉鬃是臺南安定港口人，為洪華弟子，其成就後來甚至取代師父，成為臺南剪黏匠師中的重要人物:263。洪華是清末安平人，師承不明，正式的弟子有葉海風、葉鬃、洪順發三人:261。洪順發所傳弟子有黃順安、潘英章、蔡廣、洪英傑（洪順發子）:262。
葉鬃傳徒有兒子葉進益、葉進祿，此外還有葉進財、葉進漢、葉進丁、陳國璋、王炳坤、王萬得、洪振瑞、葉和元、劉和川、李柏、王為等人:268。其中李柏是葉鬃的連襟，他再傳給兒子李文忠、李文定、李文慶，李文忠再傳給李金章、戴明宗:268。
而在葉進益這邊的傳承，則有王朝富、洪石玉、廖再順、李明春、姜慶福、王秋良、侯錦裝、黃天化、李永棟、李春興等:271。其中王朝富再傳給洪倉聲、洪俊耀、張年昇、郭朝宗，而洪倉聲再傳給王國閔:271。葉進益弟子洪石玉則傳承給洪紹輝、洪新南、黃德耀:272。葉進益弟子廖再順則傳承給洪瑞福、洪玉寅、黃信凱:272。
葉進祿這邊的傳承，則有兒子葉明山、葉明吉，還有黃春泰、江春祥、周枝勇、劉文通、潘豐富、潘枝來、潘順松、陳玉新等人:283。

### 周老全系統
周老全為清末安平人，師承不明:301。其弟子除兒子周國材、周金皮、周阿川外，還有陳清山、王海風、王海綻等人:301。王海風、王海綻兄弟所傳的弟子有鄭得興、王明城:301。